# Bazilika svetega Pavla zunaj obzidja, Rim

Papeška bazilika svetega Pavla zunaj obzidja (italijansko Basilica di San Paolo fuori le mura, latinsko Basilica Sancti Pauli extra moenia) je ena od štirih glavnih bazilik v  Rimu, Italija. Pozidana je bila v 4. stoletju, po požaru 1823 pa obnovljena.

## Zgodovina

### Gradnja
Baziliko je začel graditi rimski cesar Konstantin nad mestom, kjer je po izročilu pretrpel mučeništvo apostol Pavel. Tam so njegovi učenci postavili spominsko kapelo cella memoriae. Prvo cerkev je dal sezidati cesar Valentinijan okrog leta 370.

### Požar 1823
V noči 15. na 16. julij 1823 je v cerkvi izbruhnil požar, ki je trajal okrog pet ur in uničil velik del cerkve.  
Ogenj se je vnel zaradi malomarnosti kleparja, ki je popravljal odtočni žleb na strehi ladje; pozabil je pa na ogenj, ki ga je pri varjenju uporabljal. Čeprav je ogenj tlel že dalj časa, ga zvečer še nihče ni opazil.
Pastir Giuseppe Perna, ki je pasel živino tam blizu, je sprožil zjutraj ob četrt na pet preplah in obvestil vodstvo samostana, ko se je ogenj že razvnel. Na njegovo opozorilo so gasilci pod poveljstvom grofa Origa prispeli v kakih dveh urah.  Po požaru je ostalo pokonci le malo ogrodja. Nosilni zid je čudežno preprečil padec dela ladje in prenesel visoko vročino ter s tem ohranil Di Cambijev ciborij in nekatere mozaike. Prav tako so rešili apsido, slavolok, križni hodnik in svečnik; obnoviti pa so morali velik del zidovja. V tem času je potekala strokovna razprava o različnih načinih obnove, vendar so se pristojni gradbeniki odločili raje za popolnoma novo cerkev. Tako danes obiskovalec le težko prepozna stavbo, ki je kot edina od rimskih cerkva ohranila zasnovo bazilike iz konca 4. stoletja celih 1435 let, vse do usodnega požara.
6. julija 1823 si je ob padcu Pij VII zlomil stegnenico; 16. julija pa se je začel smrtni boj, ki se je končal 20. avgusta; tako papežu novice o požaru niso mogli sporočiti. 

## Ocena
Nekateri viri viri poročajo, da so obnovitelji po požaru 1823 zamislili popolnoma novo cerkev in da so brez potrebe podrli del stavbe in zvonik. Drugi viri menijo, da so stavbeniki in papeži storili vse, kar je bilo možno s takratnim znanjem in izkušnjo, materialom in tehniko, da bi v novo stavbo vključili kar je ostalo od požara.